# Чхансон
Чхансон (кор. 창성군?, 昌城郡?) — уезд в КНДР, входящий в состав провинции Пхёнан-Пукто и лежащий в её северной части.

## География
На востоке уезд граничит с уездом Пёктон этой же провинции. На западе от него находится уезд Сакчу, на юге — уезды Тончхан и Тэгван, все — в провинции Пхёнан-Пукто. На севере — вдоль реки Амноккан пролегает граница с Китаем.
Природный ландшафт уезда Чхансон представляет собой степи и возвышенности, в том числе горы Пинандок и Амнокканское нагорье. Наивысшая точка — гора Пиребон (1470 м). В значительной степени топографию здесь определяет протекающая на севере река Амноккан с её многочисленными притоками, перегороженная плотиной Супун и образующая озеро вследствие этого искусственное озеро Супун. К юго-востоку от Амноккана рельеф местности имеет тенденцию к переходу к низменности.

## Климат и экономика
Среднегодовая температура на территории уезда лежит около +7,3 °C, в январе она опускается до −11,6 °C и в августе может подниматься до 22 °C. Климат довольно влажный, годовое количество осадков ок. 1000 mm. Более холодно в горных районах, снег на склонах Пиребон лежит до конца мая. Более 80 % всех земель уезда занимают леса, в сельском хозяйстве используются немногим более 6 % от общей площади уезда.
Основой экономики уезда является горнодобывающая, лесная промышленность и сельское хозяйство. В горах находятся шахты и рудники, разрабатывающие месторождения золота и угля. В сельском хозяйстве выращиваются рис, перец, арахис, кукуруза, картофель. Чхансон — один из основных регионов развитого шелководства и овцеводства в КНДР. Имеются небольшие производства пищевой (кочхуджан) и винокуренной промышленности.
Железнодорожного сообщения в уезде нет. По реке Амноккан и озеру Супун осуществляются пассажирское и грузовое судоходство.